# Ernesto Gonçalves
Ernesto Marçal Martins Gonçalves (Funchal, 30 de junho de 1898 — Funchal, 1982) foi um advogado e professor liceal que se destacou como político e como publicista, autor de múltiplas publicações de carácter histórico centradas no estudo da história da Madeira. Publicou parte da sua obra sob o pseudónimo de Bernardo Gomes Ferreira.

## Biografia
Nasceu na freguesia do Monte, cidade do Funchal. Concluiu o ensino secundário no Liceu do Funchal, matriculando-se seguidamente no curso de Direito da Faculdade de Direito da Universidade de Coimbra, transferindo-se posteriormente na Faculdade de Direito de Lisboa, onde concluiu o curso.
Em 1919, enquanto aluno da Faculdade de Coimbra, foi director da revista Ícaro, que dirigiu e publicou juntamente com Cabral do Nascimento.
Terminado o curso fixou-se inicialmente em Lisboa, onde exerceu advocacia. Ingressou nos grupos políticos pró-monárquicos, tendo sido director da revista Acção Realista, nela publicando artigos de cariz político e sobre temas económicos e sociais.
No início da década de 1930 regressou à ilha da Madeira, desapontado com o insucesso dos movimentos pró-monárquicos nos quais estivera envolvido. No Funchal continuou a exercer advocacia, para além de leccionar no Liceu Jaime Moniz. Foi durante muitos anos vogal da Junta Geral do Distrito Autónomo do Funchal.  
Dedicou-se aos estudos de história da Madeira e à genealogia, deixando uma vasta bibliografia dispersa por várias publicações periódicas, mas com destaque para o Arquivo histórico da Madeira e para a revista Das artes e da história da Madeira.
Embora na sua maioria os seus artigos versem temas de cariz histórico, também publicou textos ficcionados, entre os quais Páginas de Coimbra, Temporal (conto) e Folhas de cadernos antigos. Também proferiu conferências, algumas das quais se encontram publicadas, entre as quais O destino da Pátria Portugalense e A família.

## Obras
Entre as suas obras publicadas contam-se os seguintes trabalhos:
- Raul Brandão;
- Alguns versos de Duarte de Brito;
- Duarte de Brito;
- Nossa Senhora do Monte: Séculos XV,XVI e XVII;
- O Duque D. João, terceiro Senhor da Madeira;
- Apontamentos;
- Estudo da "Relação de Francisco Alcoforado";
- Estudo da "Relação de Francisco Alcoforado";
- Ainda acerca da ode de António Dinis da Cruz e Silva dedicada a João Fernandes Vieira;
- Saudades da terra;
- Folhas de cadernos antigos;
- Portugal e a Ilha;
- Poetas madeirenses do "Cancioneiro Geral": Duarte de Brito;
- Álvaro Manso de Sousa;
- Actualidades: D. Gabriela Pestana Figueira;
- Para o conhecimento dum percursor de Colombo;
- João Afonso do Estreito;
- Gil Enes: Mestre da Sé;
- Algumas poesias das despedidas de António Nobre;
- António Nobre na Madeira;
- Três sonetos de Camilo Pessanha;
- Histórias de Bisbis: dois diálogos e algumas cantigas da tradição oral do povo madeirense: Recolha e notas;
- Quatro contos, um romance e algumas cantigas da tradição oral do povo madeirense;
- Algo mais acerca da "Relação de Francisco Alcoforado";
- Folhas de cadernos antigos.
- Os madeirenses na Restauração de Portugal;
- João Gomes da Ilha e Duarte de Brito;
- As Poesia de João Gomes da Ilha;
- Gomes Leal e António Nobre;
- Os "Homens bons" do concelho do Funchal em 1471.
- Nunes Pereiras de Nossa Senhora do Monte;
- Genealogias: Teles, do Campanário;
- Giz, do Campanário;
- Jardins, do Arco da Calheta